# Franciscus Raphelengius

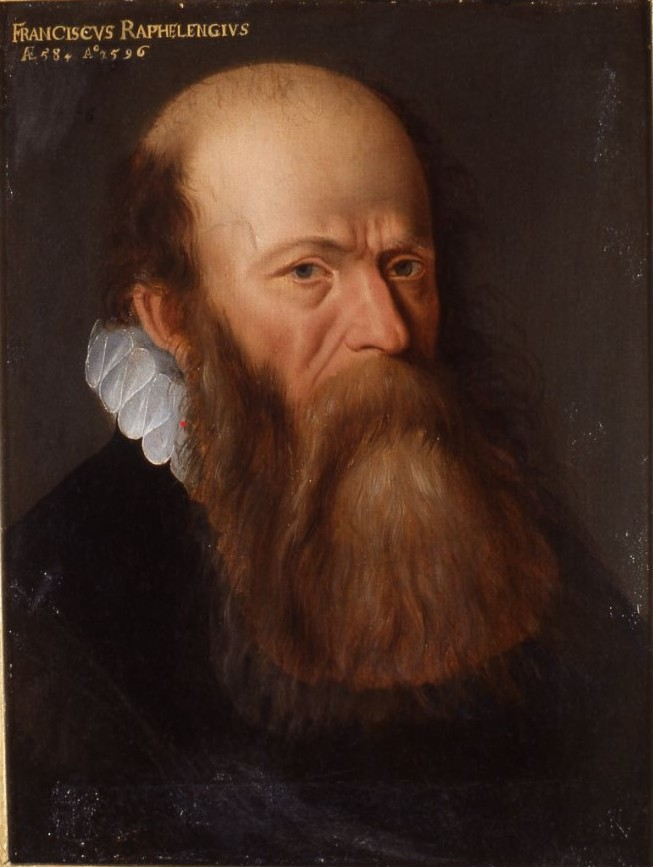
Retrato anónimo de Franciscus Raphelengius, 1596. Biblioteca de la Universidad de Leiden

Frans van Ravelingen, que latinizó su nombre como Franciscus Raphelengius (Lannoy, 27 de febrero de 1539-Leiden, 20 de julio de 1597), fue un humanista, erudito, impresor y editor flamenco activo en Amberes y más tarde en Leiden, en cuya universidad impartió en sus últimos años clases de hebreo. 

## Biografía
Nacido en Lannoy, localidad del Condado de Flandes actualmente francesa, estudió en Gante y Núremberg antes de ingresar en el Collège de France en París, especializándose en lenguas clásicas y hebreo. En su juventud enseñó  griego y latín en la Universidad de Cambridge. De vuelta a Flandes, en Amberes entró en contacto con Cristóbal Plantino que le dio trabajo como corrector de pruebas de su imprenta y casó con su hija Marguerite. El matrimonio, celebrado el 23 de junio de 1565, tendría seis hijos.
Trabajando para Plantino tomó parte en los preparativos de la Biblia regia o Biblia políglota de Amberes (1568-1572) como corrector y redactor de uno de los libros del tomo VIII sobre la lengua caldea. Asentado en Amberes y convertido en uno de los puntales de la Oficina Plantiniana junto a Jan Moretus —casado con Martina, la segunda hija de Plantino—, entró en 1575 en la guilda de San Lucas, gremio de los oficios artísticos, como impresor. Al año siguiente, con ayuda de su suegro, instaló una librería próxima a la catedral –gestionada por Marguerite– y Plantino, como prototipógrafo regio, le firmó una certificación en la que lo definía como erudito políglota, lo que le serviría para obtener la ciudadanía de Amberes el 10 de febrero de 1576.
Tras la marcha de Plantino de Amberes para instalar una imprenta en Leiden (1583-1585), Raphelengius se hará cargo de la dirección de la imprenta amberina en difíciles momentos. Más tarde, al volver Plantino a Amberes, le cedió la imprenta de Leiden mediante contrato firmado el 26 de noviembre de 1585 y el 3 de marzo del año siguiente Raphelengius le sucedió también como impresor de la universidad. Para entonces Raphelengius ya se había manifestado abiertamente calvinista y publicado libros contra de la Monarquía Hispánica. Su vinculación con la universidad de Leiden se hizo más estrecha cuando el 20 de junio de 1586 fue nombrado lector de hebreo y más tarde, en febrero de 1587, profesor de lenguas.
Durante sus años al frente de la imprenta publicó 118 obras de gran calidad, haciendo uso en muchas de ellas de caracteres tipográficos orientales (árabes, etíopes y hebreos). En la ilustración de las obras contó como grabador con Jodocus Hondius. Entre los libros por él editados cabe mencionar 
De Beghinselen der Weeghconst de Simon Stevin, Expeditio in Indias Occidentales annus MDXXXV, de Francis Drake; las Decem tragoediæ de Séneca, editadas por el propio Raphelengius junto con Justus Lipsius, y de este también las Epistolarum centuriae duae; o la Institutio linguae syrae, de Kaspar Waser y Andreas Masius.